# Artère auriculaire profonde
L'artère auriculaire profonde est une artère systémique paire de la tête. Elle vascularise l'oreille externe.

## Origine
L'artère auriculaire profonde est une branche collatérale de la première portion de l'artère maxillaire.

## Trajet
L'artère auriculaire profonde passe dans la glande parotide en arrière de l'articulation temporo-mandibulaire puis perce la paroi osseuse du conduit auditif externe pour vasculariser la peau du conduit auditif et la face externe du tympan.
Elle donne le rameau de l'articulation temporo-mandibulaire qui contribue à la vascularisation de cette dernière.